# Josef Mysliveček
Josef Mysliveček, též Giuseppe Misliweczek a další poitalštěné varianty, (9. března 1737 Praha – 4. února 1781 Řím) byl český hudební skladatel období pozdního baroka a klasicismu. Druhou polovinu svého života prožil v Itálii, kde se proslavil především svými operami. Kromě dvaceti šesti oper v žánru opera seria jeho bohatá tvůrčí činnost zahrnuje řadu oratorií, symfonií a nástrojových komorních skladeb. V českém prostředí je jeho životní osud často spojován s legendou, kterou vytvořil Jakub Arbes ve svém romanettu Il divino Boemo.

## Život a kariéra

### Původ
Byl synem Matěje Myslivečka (1697–1749), bohatého pražského měšťana a mlynáře, člena mlynářského cechu a přísežného mistra, a Anny Terezie rozené Červenkové (1706–1767). Otec zdědil rodný Dubový mlýn v Šáreckém údolí u Prahy a během života si pronajímal i další mlýny, například Sovovy mlýny na Kampě a později Kutilův mlýn, který stával v místech dnešní Novotného lávky čp. 201/II v Praze na Starém Městě. Josef se narodil jako jednovaječné dvojče s bratrem Jáchymem, pravděpodobně v Sovových mlýnech na Kampě. Měli ještě mladší sestru Marii Annu, která se stala řeholnicí. Později se rodina přestěhovala do domu U Modrého šifu na Starém Městě v dnešní Melantrichově ulici č. 13. Dne 1. ledna 1749 zemřel Matěj Mysliveček a matka se znovu provdala, a to za mlynáře Jana Čermáka.

### Vzdělání
Oba bratři absolvovali trivium na staroměstské škole u dominikánů při sv. Jiljí a od roku 1747 Akademické gymnázium u jezuitů v Klementinu, kde také od roku 1753 měli pokračovat na filozofické fakultě Karlo-Ferdinandovy univerzity, ani jeden však studium nedokončil. V letech 1753–1756 se oba bratři vyučili mlynářskému řemeslu, roku 1758 byli přijati do cechu jako tovaryši, roku 1761 byli prohlášeni mistry.

### Hudební činnost
Josef se chtěl věnovat výhradně hudbě, kterou od dětství slyšel v pražských chrámech nebo při operních představeních v divadle v Kotcích. Základy získal na gymnáziu u jezuitů a také studoval hru na housle. Již jako dvanáctiletý roku 1749 platil za dobrého houslistu. Ve čtyřiadvaceti letech začal studovat hudební kompozici u Františka Václava Habermanna. Potom pokračoval u varhaníka týnského chrámu Josefa Segera a již v roce 1762 napsal svých prvních šest sinfonií včetně dochované Symfonie C dur a získal si podporu hraběte Vincence z Valdštejna. Chtěl získat zkušenosti v cizině a plně zde rozvinout a uplatnit svůj talent, proto se na podzim roku 1763 vydal do Benátek.

### Mysliveček vItálii

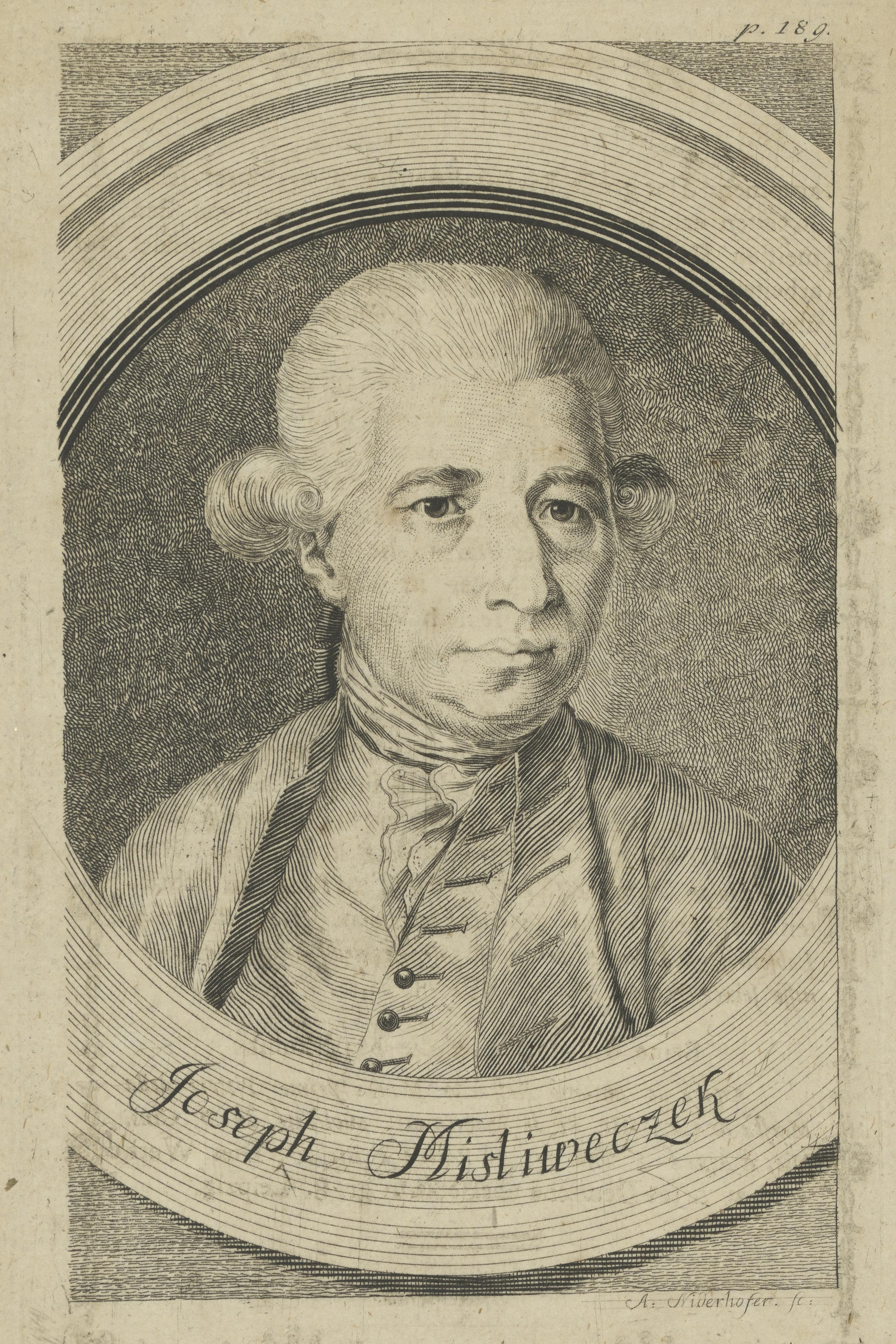
Josef Mysliveček, rytina
Andrease Niederhofera, kolem roku 1800

V  Benátkách se zprvu živil jako houslista a studoval hudbu u varhaníka a skladatele Giovanniho Battisty Pescettiho (1704–1766). Ke konci pobytu se zhoršila finanční situace jeho rodiny a Mysliveček se musel zadlužit. Půjčku mu poskytl strahovský premonstrátský klášter.
Jako skladatel se prosadil velkým úspěchem své první kantáty Zmatek na Parnasu (Il Parnaso confuso), uvedené v Parmě v roce 1765. Autorem libreta byl slavný básník Pietro Metastasio, jehož libreta Mysliveček často zhudebňoval, stejně jako většina autorů vážné opery dané doby včetně Johanna Christiana Bacha, Johanna Adolfa Hasseho či Christopha Willibalda Glucka.
Roku 1766 se v Bergamu uváděla jeho první opera Semiramide riconosciuta (Semiramis rozpoznaná). Na objednávku neapolského vyslance napsal operu Bellerofontés, která byla s velkým úspěchem slavnostně uvedena roku 1767 v dvorním divadle San Carlo v Neapoli za přítomnosti krále Ferdinanda IV. Hlavní role zpívali německý tenorista Anton Raaff a sopranistka Caterina Gabrielli, proslavená virtuozitou svého zpěvu a hlasovým rozsahem. Mysliveček pro ni napsal další operní party, v nichž mohla uplatnit svou koloraturní techniku: Farnakés (Il Farnace), Triumf Klélie (Il Trionfo di Clelia). Jejich blízká spolupráce se stala základem legendy o milostném románku. Mysliveček dokázal upoutat publikum bohatstvím svých melodií, jejich osobitou zpěvností a hloubkou citu. Nejpozději od roku 1765 byl v Itálii nazýván Il Boemo.
V únoru 1768 odjel do Prahy, aby uspořádal majetkové poměry rodiny po úmrtí matky. Zaplatil své dluhy a bratrovi předal rodinnou usedlost. V divadle dirigoval představení Bellerofonta a přislíbil křižovníkům, že jim zašle k provedení svá oratoria. V letech 1770–1775 byla v Praze uvedena čtyři Myslivečkova oratoria: Tobiáš (Tobia), Adam a Eva (Adamo ed Eva), Osvobození Izraele (La liberazione d’Israele) a Abrahám a Izák (Abramo ed Isacco), které je považováno za jedno z jeho nejlepších děl.
Po návratu do Itálie pokračoval Mysliveček v intenzivní práci. Kromě oper se od roku 1770 začal uplatňovat jako autor řady oratorií. Díky obrovské popularitě mu přicházely nové objednávky z různých měst v Itálii. Sklízel úspěchy v Turíně, Padově, Benátkách, Florencii, Miláně, Pavii a Bologni. V roce 1770 se v Bologni poprvé setkal s mladým Mozartem. Wolfgang Amadeus Mozart a jeho otec Leopold sledovali Myslivečkovu kariéru i dílo už od Wolfgangova dětství. Ten Myslivečkovu tvorbu velmi obdivoval a z jeho skladeb, zejména operních, pak získával zkušenosti pro vlastní skladby. Vzniklo mezi nimi přátelství, které přetrvalo téměř do konce Myslivečkova života. Osobně se setkali ještě 15. května 1771 v Miláně, roku 1773 v Itálii a Mozart nemocného Myslivečka navštívil jednou na klinice v Mnichově 11. října 1777. Jeho stav v něm vzbudil zděšení a upřímný zármutek. Leopold Mozart později kritizoval Myslivečkův způsob života a vyslovil obvinění, že si tím přivodil venerickou chorobu. Nepřál si, aby se jeho syn s Myslivečkem nadále stýkal. Mysliveček původ svého znetvoření tajil, dodnes je rozšířená historka o tom, že si nos přerazil při nehodě dostavníku a rána se mu pak zanítila. 
V květnu 1771 vykonal Mysliveček zkoušku před komisí filharmonické akademie v Bologni a získal titul accademico filarmonico, kterého si velmi vážil a vždy jej připojoval ke svému jménu spolu s označením národnosti. Sedmdesátá léta 18. století jsou obdobím Myslivečkova tvůrčího zenitu, během nichž vznikly jeho opery Montezuma, Tamerlán, Romulus a Ersilie, Antigona nebo Ezio (Aetius).

### Pobyt v Mnichově
Zlom v kariéře a postupný Myslivečkův společenský úpadek přinesla léta 1777–1781, kdy se u něj začaly projevovat příznaky údajné venerické choroby (syfilis). Počátkem roku 1777 opustil Itálii a odjel na pozvání bavorského vévody Maxmiliána I. Josefa do Mnichova, kde se s úspěchem uvádělo jeho oratorium Isacco, figura del redentore a kde se také naposledy osobně setkal s Wolfgangem Amadeem Mozartem.

### Poslední léta života
Vrátil se do Itálie, kde s úspěchem dirigoval své opery v Neapoli, Lucce a Benátkách. Nákladná inscenace jeho opery Armida v Miláně v prosinci 1779 však skončila neúspěchem. Mysliveček se uchýlil do Říma, kde pokračoval v tvůrčí práci. V lednu 1779 zde byla uvedena jeho opera Medonte a 5. dubna roku 1780 byla v Římě uvedena jeho poslední opera Antigonos. Zemřel 4. února 1781. Pohřeb mu vystrojil Mr. Barry (podle jiných zdrojů Sir Brady), Myslivečkův anglický student a přítel, který ho dal pohřbít na hřbitově u kostela San Lorenzo in Lucina v Římě. Myslivečkův hrob byl znovu objeven v roce 1990.[zdroj⁠?!]

## Příbuzenstvo
Josefův bratr Jáchym (1737–1788) hospodařil v rodinném mlýně v Praze. Sestra Marie Anna (* 1741) se stala řeholnicí řádu cisterciaček a pod řeholním jménem soror Bernarda působila v klášteře Nanebevzetí Panny Marie na Starém Brně. Z téže rodové větve pochází Františka Myslivečková, jež byla v letech 1861–1883 v Praze hospodyní Joachima Barranda (po paní Nerudové, matce Jana Nerudy).

## Dílo

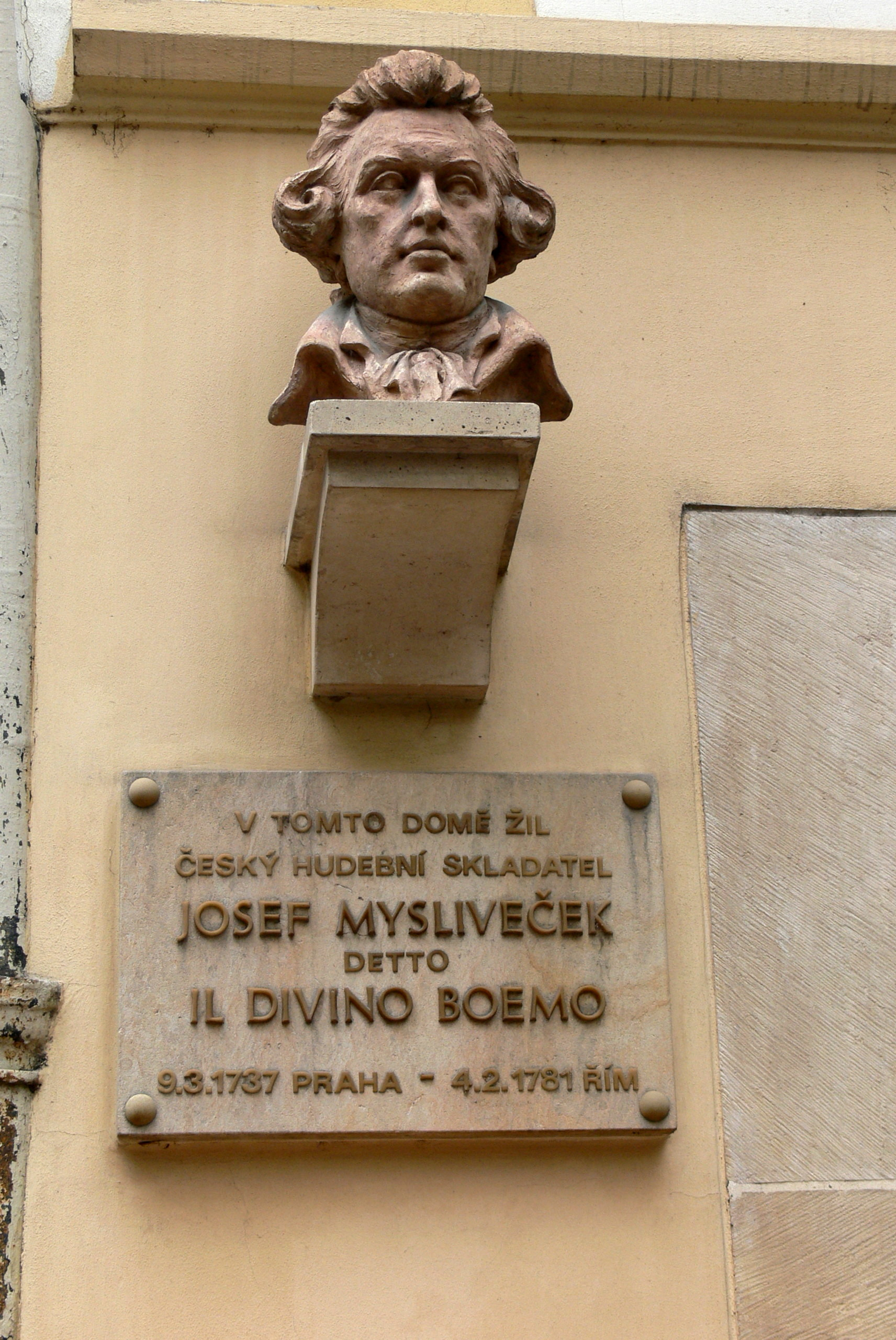
Melantrichova ulice (Praha-Staré Město), busta a pamětní deska na domě, kde žil Josef Mysliveček

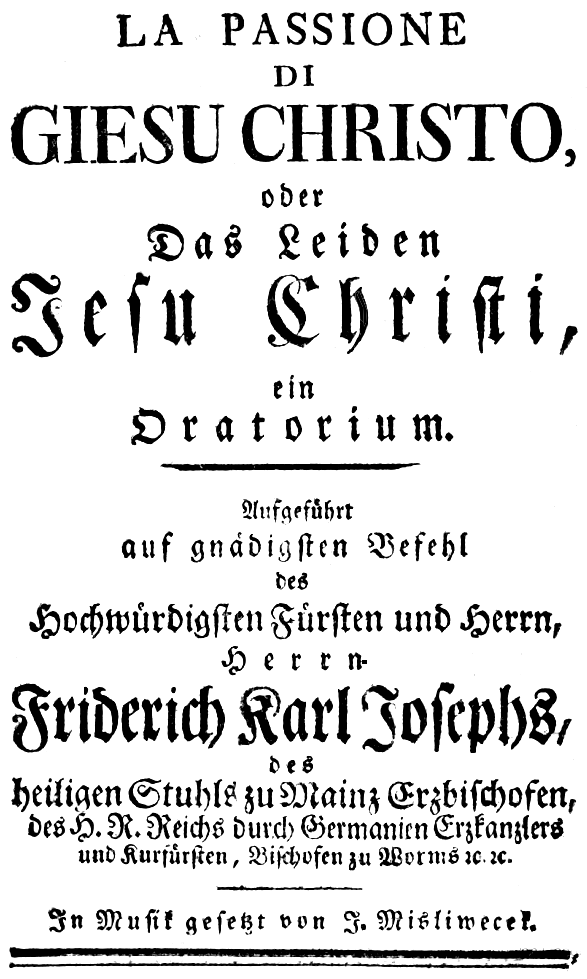
Titulní strana libreta Myslivečkova oratoria La passione (vydáno r. 1784 v Mohuči)

Mysliveček složil 26 oper, 10 oratorií, řadu symfonií, koncertů, ouvertur a množství komorní a chrámové hudby. Řada děl se nedochovala nebo dosud nebyla objevena. Jeho rukopisy jsou rozšířeny po celé Evropě v různých archivech i v soukromých sbírkách (Rusko, Rakousko, Itálie, Německo, Dánsko, Francie, Belgie, státy bývalé Jugoslávie, Portugalsko, Holandsko, Polsko, Maďarsko).
Těžištěm jeho tvorby jsou hudebně-dramatická díla: opery, oratoria, kantáty a samostatné árie. Myslivečkovy opery jsou typu neapolské opery seria (dramma per musica), v nichž dominovala vokální složka. Dodržoval klasické schéma opery seria o třech dějstvích, které inovoval osobitou melodikou i novým obsahem. Střídal recitativy s áriemi ve stylu italského belcanta, které dávaly příležitost k uplatnění krásy lidského hlasu a koloraturní techniky zpěvu. Děj vycházel především z antických příběhů. Jeho pozdější díla nabývají charakter tragédie (Montezuma) a hlavním tématem je národní svoboda a lidové povstání (Nittetis, Tamerlán, Medonte). Svou hudbou dokázal vyjádřit hluboké lidské emoce osob, které se dostaly do složitých situací. Myslivečkova oratoria se vyznačují hlubokým melodickým záběrem a bohatou instrumentací. Patří k jeho vrcholným dílům. Jeho nokturna - třívěté skladby pro dva ženské hlasy a orchestr psané na italské rokokové texty se vyznačují zpěvností, prostým výrazem a hlubokým citem.
Myslivečkova nástrojová hudba směřuje ke klasicismu. Ve svých sinfoniích uplatňoval třívěté schéma a mnohdy je přidával k operám jako předehry. Jeho komorní díla v sonátové formě s lidově znějící melodikou velmi obdivoval Wolfgang Amadeus Mozart.

### Cembalo (klavír)
- Šest sonát
- Sonatiny
- 6 divertimenti (Londýn 1780)
- Rondo
- Sei sonati per il Cemballo

### Komorní skladby
- Adagio a Menuet
- Minuetto
- Six Sonatas for the Piano Forte Or Harpsichord with an Accompaniment for a Violin
- Klavírní tria, triové sonáty
- Sonáty pro flétnu, housle a violoncello op.1
- Divertimenta a tre, smyčcové kvartety Sei Sonate a due Violini, Violetta e Basso)
- Smyčcové kvintety (6 Quintetti)
- Oktety pro dechové nástroje
- Sei sonate a due violoncelli a basso

### Koncerty
- Klavírní (např.Concerto per Cembalo con Violini e Basso per uso della signora Poloni)
- Koncert pro housle a orchestr C dur
- Koncert pro housle a orchestr E dur
- Koncert pro housle a orchestr F dur
- Koncert pro housle a orchestr A dur
- Koncert pro housle a orchestr D dur
- Koncert pro housle a orchestr G dur Pastorální
- Koncert pro housle a orchestr D dur
- Koncert pro housle a orchestr Es dur
- Koncert pro violoncello a orchestr C dur
- Koncert pro flétnu a orchestr D dur

### Orchestrální skladby
- 6 Ouvertur
- 6 sinfonií s názvy 1.–6. měsíce
- 6 Sinfonie a otto
- Sinfonia-Serenata in G
- Sinfonia in C, D, Es, F, G, B a další
- 6 koncertantních sinfonií op. 2

### Chrámové skladby
- Antifona a 3 parti
- další četné antifony
- duchovní árie
- duetta
- litanie
- offertoria
- 2 mše
- Salve regina

### Oratoria
- Il Tobia (Tobiáš), 1769, dochovala se kompletní partitura
- I pellegrini al sepolchro (Poutníci u hrobu), 1770
- Giuseppe riconosciuto (Josef znovu poznaný), asi 1770
- La Betulia liberata (Osvobozená Betúlie), 1771, partitura dosud nebyla nalezena
- Adamo ed Eva (Adam a Eva), 1771, dochovala se kompletní partitura
- La passione di nostro signore Gesù Christo (Utrpení a smrt našeho pána Ježíše Krista), Padova 1770, dochovala se kompletní partitura
- La liberazione d'Israele (Osvobození Izraele), asi 1773-1774
- Isacco, figura del redentore (Izák, předobraz spasitele), 1776, známé též jako Abramo ed Isacco (Abrahám a Izák), dochovala se kompletní partitura

## Nahrávky Myslivečkových děl (výběr)

### Oratoria
- Adamo ed Eva. Passacaille, 2019. Il gardellino (dir. Peter Van Heyghen), sol. Roberta Mameli, Alice Rossi, Valerio Contaldo, Luciana Mancini.[10]
- La passione di nostro signore Gesù Cristo. Capriccio, 2005. Neue Orchester (dir. Christoph Spering), sol. Sophie Kartauser, Jorg Waschinski, Yvonne Berg, Andreas Karasiak.

### Instrumentální hudba
- Doležalovo kvarteto a Michaela Hrabánková. Oboe Quintents, String Quartets. Supraphon, 2020.[11]
- Clare Hammond. Mysliveček. Complete Music for Keyboard. BS, 2019.[12]
- Collegium 1704 (dir. Václav Luks) a Leila Schayegh. Violin concertos. Accent, 2018.[13]

### Výběrová alba
- Simona Šaturová, L'armonia terrena (dir. Zdeněk Klauda). Decade. Mozart & Mysliveček 1771–1781. Nibiru, 2014.[14]

## Josef Mysliveček vumění a literatuře
Osobnost Josefa Myslivečka se stala tématem literárních, hudebních a výtvarných děl i filmu:
- Romaneto Il divino Boemo Jakuba Arbesa z roku 1885
- opera Il divino Boemo, hudba Stanislava Sudy, libreto na motivy Arbesova romaneta Karel Jonáš, premiéra Městské divadlo v Plzni roku 1927.
- ŠAGIŇANOVÁ, Marietta. Zapomenutá historie (původním názvem: Voskrešenije iz mertvych (1964,  Moskva)). Překlad Anna Nováková. 1. vyd. Praha: Mladá fronta, nakladatelství  ČSM, 1965. 851 s. Autorka prostudovala ruské i jiné archivy, v díle shrnuje výsledky svého bádání.  Český náklad: 8700 kusů.
- ŠPÁLOVÁ, Sonja. Il divino Boemo. 1. vyd. Praha: Lidová demokracie, 1967. 365 s. Román. Náklad 20 000 kusů.
- Hudebně-taneční krátký dokument Il Divino Boemo (1974), režie Jaromil Jireš, o životních osudech a uměleckých úspěších v Itálii pražského mlynářského synka a pozdějšího proslulého operního skladatele Josefa Myslivečka.
- televizní film Pod maskou, scénář František Kožík a Oldřich Roháč, režie Zdeněk Kubeček, (1984), životopisná televizní inscenace.
- film Zpověď zapomenutého, scénář a režie Petr Václav, (2015), česko-francouzský dokument, zejména o pražském nastudování opery Olimpiade z roku 2013
- film Il Boemo, česko-italsko-slovenský životopisný film, scénář a režie Petr Václav, v hlavní roli Vojtěch Dyk. Premiéra 20. října 2022.[15]

### Jméno
- planetka sluneční soustavy Mysliveček (53159): 10. února 1999 Petr Pravec v hvězdárně v Ondřejově objevil planetku s označením 1999 CN3 a nazval ji po Josefu Myslivečkovi.
- Myslivečkova ulice je v Praze na Petřinách, v Brně–Kohoutovicích, Hradci Králové, Hodoníně, v Kostelci nad Labem, v Ústí nad Labem, v Novém Strašecí nebo Šestajovicích.

### Filmy
Režisér Petr Václav o Josefu Myslivečkovi natočil hraný životopisný film Il Boemo, který měl premiéru v Praze 20. října 2022 a byl nominován do soutěže o Oscara, cenu americké filmové akademie. Týž režisér o něm natočil také filmový dokument Zpověď zapomenutého.